# Рајан Томпсон
Рајан Томпсон (енгл. Ryan Thompson; 9. јун 1988) је амерички кошаркаш. Игра на позицијама бека и крила.

## Биографија
Томпсон је похађао Ленапе средњу школу у Џерзију да би од 2006. до 2010. студирао и играо кошарку на Рајдер Универзитету такође у Џерзију. Након НБА драфта 2010. где није изабран, сезону 2010/11. проводи у НБА развојној лиги где наступа за екипу Јута флеша.
У лето 2011. сели се у Европу у којој је наступао прво за италијанску Брешу, а затим два белгијска тима Алстар, па Остенде са којим је освојио дуплу круну у Белгији. Сезону 2014/15. провео је у немачком Бамбергу, са којим је освојио шампионат Немачке. У немачком тиму је на 46 утакмица у Бундеслиги и Еврокупу бележио просечно 12,8 поена, 2,3 скока и 2,3 асистенције, уз 42 одсто убачених шутева за три поена.
Томпсон је 25. августа 2015. потписао једногодишњи уговор са Црвеном звездом. Mеђутим и поред релативно добре прве утакмице у Евролиги када је против Стразбура постигао 13 поена, касније није могао да дође до значајнијег учинка. Отпуштен је 28. децембра 2015. За црвено-беле је одиграо 27 мечева и у АБА лиги је просечно на терену проводио 16 минута и бележио 4,4 поена, док је у Евролиги имао такође скроман учинак - 4,8 погодака, уз 1,6 скокова за 19 и по минута по утакмици. Након одласка из Звезде, потписује уговор са Трабзонспором до краја сезоне.
У сезони 2016/17. Томпсон је био члан Телеком Бона, а затим је две сезоне био играч Улма.

## Успеси

### Клупски
- Остенде:
  - Првенство Белгије (1): 2013/14.
  - Куп Белгије (1): 2014.
- Брозе Бамберг:
  - Првенство Немачке (1): 2014/15.

## Приватно
Рајан је млађи брат Џејсона Томпсона који је такође кошаркаш и играо је у НБА лиги.